# نیروگاه هسته‌ای اسکارشامن
نیروگاه هسته‌ای اسکارشامن (به سوئدی: Oskarshamns kärnkraftverk) یک نیروگاه هسته‌ای در سوئد است که در بخش اسکاشهامن واقع شده‌است.